# Риго, Никола
Никола́ (Никола́с, Николай) Риго́ (фр. Nicolas Rigault, лат. Rigaltius; 1577, Париж — 1654) — французский филолог-латинист.

## Биография
Родился в 1577 году в Париже. Получил образование у иезуитов.
Был назначен Людовиком XIII хранителем королевской библиотеки, и в этой должности занялся приведением в порядок её рукописей и составлением каталога хранящихся в ней фолиантов. Этот монументальный труд составил два больших тома, которые были целиком написаны рукой Никола Риго.
Впоследствии был советником в мецском парламенте, генерал-прокурором в Нанси и королевским интендантом в Туле.
Осуществил переиздание текстов древнеримских поэтов и писателей — баснописца Федра, поэта Марциала, сатирика Ювенала, теолога Тертуллиана, христианина Минуция Феликса и св. Киприана Карфагенского, а также томов собраний сочинений:
- Rei accipitrariæ scriptores, 1612;
- Rei agrarix scriptores, 1613.

## Краткая библиография
Главные труды Риго:
- 1596

 — «Asini aurei asinus, sive De scaturigine onocrenes» (1596; экземпляр парижской национальной библиотеки считается unicum),
 — «Satyra Menippea somnium»,
- 1600 — «Biberii Curculionis parasiti mortualia, accessit Asinus…» (более известная под заглавием III изд.: «Funus parasiticum» (П., 1601), «Rei agrariae scriptores» (1613)).